# Rieke Dieckmann
Rieke Dieckmann (Bissendorf, 16 augustus 1996) is een Duits voetbalspeelster.
In seizoen 2012/13 begon ze bij de jeugd van SV Meppen dat uitkomt in de 2. Bundesliga. 
In mei 2018 tekent ze een contract bij Turbine Potsdam, dat haar overneemt van MSV Duisburg.
In januari 2021 huurt FC Twente Dieckmann van Turbine Potsdam voor de rest van seizoen 2020/21.

## Statistieken
| Seizoen | Club                | Land      | Competitie         | Wedstrijden | Doelpunten |
| ------- | ------------------- | --------- | ------------------ | ----------- | ---------- |
| 2012/13 | SV Meppen           | Duitsland | 2BW                | 19          | 3          |
| 2013/14 | SV Meppen           | Duitsland | 2BW                | 21          | 4          |
| 2014/15 | SV Meppen           | Duitsland | 2BW                | 15          | 5          |
| 2015/16 | SV Meppen           | Duitsland | 2BW                | 22          | 8          |
| 2016/17 | Bayer 04 Leverkusen | Duitsland | FRB                | 13          | 0          |
| 2017/18 | MSV Duisburg        | Duitsland | FRB                | 21          | 0          |
| 2018/19 | Turbine Potsdam     | Duitsland | FRB                | 21          | 4          |
| 2019/20 | Turbine Potsdam     | Duitsland | FRB                | 14          | 0          |
| 2020/21 | Turbine Potsdam     | Duitsland | FRB                | 4           | 0          |
| 2020/21 | FC Twente           | Nederland | Vrouwen Eredivisie | 4           | 1          |
| Totaal  | Totaal              | Totaal    | Totaal             | 154         | 25         |

Laatste update: april 2021

## Interlands
Dieckmann kwam uit voor het Duitse internationale jeugdvrouwenelftal O17, O19 en O20.
1 Peng ·
3 Janzen ·
5 Ulbrich ·
6 Wichmann ·
8 Weiß ·
9 Weidauer ·
10 Mahmoud ·
11 Sternad ·
13 Walkling ·
14 Brandenburg ·
15 Sehan ·
16 Bernhardt ·
17 Dahl ·
18 Hausicke ·
19 Matheis ·
20 Meyer ·
21 Hahn ·
22 Dieckmann ·
23 Németh ·
27 Lührßen ·
28 Wirtz ·
29 Kunkel ·
31 Etzold ·
32 Pettersen ·
33 Pérez Jaramillo ·
37 Dahms ·
39 Behrens ·
Coach: Horsch